# Jagdgeschwader 234
234-та винищувальна ескадра «Шлагетер» (нім. Jagdgeschwader 234 "Schlageter" (JG 234) — винищувальна ескадра Люфтваффе, що існувала у складі повітряних сил вермахту напередодні Другої світової війни. 1 листопада 1938 року її формування пішли на створення 132-ї (JG 132) та 143-ї винищувальних ескадр (JG 143).

## Історія
234-та винищувальна ескадра заснована 15 березня 1937 року у Кельн-Буцвейлергофі шляхом розгортання I та II групи ескадри. Штаб ескадрильї мав бути створений пізніше. I. група перебувала в Кельні-Буцвайлергофі із штабним складом групи та двома ескадрильями, оснащені Heinkel He 51 B. II група була створена в Дюссельдорфі з штабом групи та двома ескадрильями, оснащені Arado Ar 68 E, 6-та ескадрилья додатково Heinkel He 51 і Arado Ar 65. 1 листопада 1938 року її формування пішли на створення 132-ї (JG 132) та 143-ї винищувальних ескадр (JG 143).

## Командування

### Командири
1-ша група (I./JG 234)
- гауптман Вальтер Грабманн (нім. Walter Grabmann) (1 квітня 1937 — 10 вересня 1938)
- майор Готтардт Гендрік (нім. Gotthardt Handrick) (11 вересня — 1 листопада 1938).